# Какаду
Какаду́ (лат. Cacatuidae) — семейство птиц из отряда попугаеобразных. Ранее включали как подсемейство в семейство попугаевых.

## Этимология
Слово какаду пришло в европейские языки из малайского названия птицы kakatua (другой вариант — kakak-tuá). Французский орнитолог Луи Вьейо, описавший типовой род Cacatua, в «Новом словаре естественной истории» (1817) высказал мнение, что на своей родине оно имеет звукоподражательное происхождение. Современные авторы склоняются к версии, что малайское название всё же является видоизменённой формой слова kakatuwah, которым обозначали мощный клюв. Макс Фасмер в своём этимологическом словаре со ссылкой на других авторов указал, что в русском языке слово какаду было скорее всего заимствовано от немецкого названия Kakadu, с меньшей вероятностью от голландского kаkаtое, португальского сасаtu, или испанского сасаtuа.

## Систематика
История классификации семейства какаду началась в 1760 году, когда француз Матюрен-Жак Бриссон в своей работе «Орнитология» ввёл в обиход слово Cacatua. Присвоив этому названию ранг рода, зоолог добавил в него пять видов: Cacatua, Cacatua luteocristata, Cacatua rubrocristata, Cacatua minor и Cacatua alis et cauda rubris. Несмотря на детальное определение, последующие систематики отклонили систематический приоритет Бриссона, аргументировав это несоответствием правилам описания таксонов. При этом само название сохранилось благодаря другому французу — Луи Вьейо заново выделил род в 1817 году, позаимствовав оригинальное наименование своего предшественника. Первыми задокументированными видами стали большой белохохлый и филиппинский какаду: в 1776 году Филипп Мюллер в приложении к «Системе природы» включил их в род Psittacus, признав одним из видов попугаев.
Рисунки птиц, созданные неспециалистами и взятые за основу классификации некоторых видов, впоследствии привели к путанице, поскольку не были основаны на биоматериале, к тому же отсутствовали необходимые измерения. Так, иллюстрация белоухого траурного какаду, созданная художником Эдвардом Лиром в 1832 году, в своё время была признана достаточным биологическим описанием этого вида. Поскольку в той же части Австралии обитает ещё одна похожая, но с более коротким клювом, птица — белохвостый траурный какаду, орнитологи долгое время не могли договориться, какой всё же вид изобразил художник. В другом случае Джордж Шоу в качестве материала для описания траурного какаду Бэнкса использовал рисунок молодого буроголового траурного какаду, чей ювенальный наряд схож со взрослым нарядом первого вида. Почти одновременно и независимо от Шоу другой англичанин, Джон Лэтэм, составил своё описание, на этот раз на основании изображения правильной птицы. Почти 200 лет название Шоу — Calyptorhynchus magnificus — признавалось приоритетным, пока в 1988 году не обнаружилась ошибка и птице не вернули название Лэтэма — Calyptorhynchus banksii.
В 1840 году Джордж Грей выделил несколько родов семейства попугаевых в новое, описанное им подсемейство Cacatuinae; в качестве типового таксона был выбран род Cacatua. Ранг подсемейства долгое время оставался господствующим среди систематиков: в частности, его придерживались составитель многотомника «Check-list of Birds of the World» Джеймс Петерс (1937), Чарльз Сибли и Берт Монро (1990). Сторонником повышения ранга до семейства был специалист в области попугаеобразных птиц Джозеф Форшоу (1973). Начиная с конца XX века, какаду преимущественно рассматриваются в качестве самостоятельного семейства Cacatuidae.
Наиболее древние остатки какаду, относящиеся к раннему или среднему миоцену, были обнаружены в парке Риверслей на севере Австралии. Группа молекулярных биологов, исследовав митохондриальные геномы 16 из 21 видов семейства, пришла к выводу, что отделение какаду от основной группы попугаеобразных птиц произошло в олигоцене приблизительно 27,9 млн лет назад. По мнению учёных, диверсификации семейства могло способствовать становление более засушливого климата на австралийском континенте в раннем и среднем миоцене. В ещё одном исследовании утверждается, что разрыв какаду с остальными попугаями произошёл уже после того, как от них откололись предки современных несторов и какапо (авторы определили их как трибы Nestorini и Strigopini). Таким образом, по мнению учёных какаду представляют собой монофилитическую кладу, сестринскую по отношению ко всем попугаям, за исключением групп Nestorini и Strigopini. Основываясь на результате этой и ряда других работ, австралийские и американские орнитологи под руководством Лео Джозефа (Leo Joseph) в 2012 году выделили роды Nestor и Strigops, а также вымерший род Nelepsittacus, в обособленное семейство Strigopidae.
Систематики классифицируют 6 или 7 родов какаду, родственные связи между которыми достаточно хорошо изучены. Вопрос вызывает лишь является положение монотипичной кореллы (Nymphicus hollandicus), которую часть специалистов вынесло за рамки семейства Cacatuidae. Хотя анализ ядерной и митохондриальной ДНК подтверждает принадлежность этого вида к описываемому семейству, степень его родства с остальными таксонами остаётся неясным: в разных работах вид помещают либо в корневую часть клады, либо в качестве сестринского таксона по отношению к траурным какаду (подсемейство Calyptorhynchus), либо в качестве сестринского таксона по отношению ко всем прочим видам, включая чёрного какаду (подсемейство Cacatuinae). Примечательно, что чёрный какаду в группе Cacatuinae выделяется тёмной окраской оперения на фоне белой или почти белой у оставшихся видов (Браун и Тофт выделили его в отдельную группу и поместили в базальной части клады всех какаду). Подродовая систематика разработана для родов Cacatua и Calyptorhynchus — в первом случае это подроды Licmetis и Cacatua, во втором — подроды Calyptorhynchus и Zanda.

Филогенетика семейства по версии Брауна и Тофта (1999)

## Описание
Это достаточно крупные и средних размеров попугаи длиной от 30 до 60 см, массой 300—1200 г. Клюв сильно загнутый, длинный и очень массивный. Внешнее строение клюва имеет характерные особенности, позволяющие отличить какаду от других попугаев: подклювье всегда шире надклювья в самой широкой его части; по этой причине края подклювья накладываются на более узкое надклювье как бы ковшом. Другим отличительным признаком птицы является наличие хохолка — удлинённых перьев на темени и затылке. Возбуждённый какаду охотно демонстрирует его, разворачивая веером и тем самым привлекая внимание других членов стаи. Цвет хохолка отличается от общей окраски оперения, может состоять из белых, чёрных, розовых или жёлтых перьев. Полностью отсутствует зелёный цвет.
Самцы и самки окрашены одинаково, но размеры самок несколько мельче. Хвост короткий, прямообрезанный или слегка закруглённый. Такое устройство клюва характерно только для какаду. Своим клювом они в состоянии переламывать не только деревянные прутья клетки, но и изготовленные из мягкой проволоки. В природе легко расщепляют твёрдую скорлупу различных орехов. Мясистый язык на конце покрыт роговой оболочкой чёрного цвета, с ложбинкой, которую попугай использует точно ложку. Восковица у одних видов голая, у других оперённая. Летают они сносно, а по деревьям лазают превосходно. Большинство этих попугаев очень ловко передвигаются и по земле.

## Распространение

### Ареал
Ареал какаду значительно уже, чем у близкородственных им попугаев: их распространение ограничено Австралией, Новой Гвинеей и некоторыми островами Тихого океана (Соломоновыми, Бисмарка, восточной частью Малайского архипелага). Из 21 описанных видов 11 являются эндемиками Австралии, в то же время как у семи ареал находится полностью за пределами этого континента. 3 вида представлены в Австралии и Новой Гвинее. Северо-западная периферия области распространения находится на островах Палаван (Филиппины), Сулавеси и Ломбок (Индонезия), на близлежащих Борнео и Бали их уже нет. Ископаемые остатки двух вымерших за последние 12 тыс. лет видов какаду, отнесённых к типовому роду Cacatua, были обнаружены на островах Новая Ирландия и Новая Каледония (на последнем какаду в настоящее время отсутствуют).
Среди представителей семейства наименьшей площадью ареала выделяются какаду Гоффина и белоухий траурный какаду: первый обитает на основных островах Танимбар в Арафурском море между Тимором и Новой Гвинеей, второй во влажных и густых эвкалиптовых лесах в приморской полосе на крайнем юго-западе зелёного континента в районе Перта. Самый обширный ареал у розового какаду: он встречается почти во всей Австралии, охотно занимая агроландшафты и зелёные насаждения в пределах населённых пунктов. Несколько видов были непреднамеренно интродуцированы за пределы природного ареала: например, большой желтохохлый какаду из Австралии и Новой Гвинеи успешно освоился в Новой Зеландии, на Палау, на восточных Молуккских островах Серам и Кей, и в Сингапуре. Упомянутый выше какаду Гоффина был также завезён на острова Кей и в Сингапур, а также на другой конец света в Пуэрто-Рико.

### Места обитания
В пределах природного ареала какаду приспособились почти ко всем типам наземных ландшафтов от мангр и окраин дождевых лесов до субальпийских редколесий и островков колючих кустарников в пустынных регионах Австралии. Всё же, несмотря на разнообразие биотопов, каждый из видов этих птиц специализируется на определённой среде обитания. Наиболее распространённые виды, такие как розовый какаду и корелла, населяют открытые ландшафты с травянистой растительностью, семенами которой они питаются. Птицы ведут кочевой образ жизни, в поисках корма и воды постоянно перемещаются с места на место, за раз преодолевая большие расстояния. В засушливое время года стайки какаду концентрируются на фермах, где нередко наносят существенный урон урожаю зерновых и злаковых культур.

### Сезонные перемещения
Как отмечено выше, часть видов ведёт кочевой образ жизни в пределах гнездового ареала. На территории Австралии чётко направленные сезонные перемещения отмечены лишь у белохвостого траурного какаду, часть популяции которого гнездится в глубине юго-западной части материка в ксерофитных лесах и кустарниковых пустошах, а по окончании сезона размножения откочёвывает в сторону более увлажнённого побережья, где проводит лето по берегам рек, на сосновых плантациях, в садах и парках. Орнитолог Ян Роули (англ. Ian Rowley) в издании 1997 года указал на труднообъяснимое сезонное поведение тонкоклювого какаду, который размножается в той же области, что и белохвостый траурный, но по какой-то причине в остальное время года концентрируется неподалёку в окрестностях города Далваллину с таким же жарким и сухим климатом. Более поздние исследования не смогли подтвердить данное утверждение, хотя характер перемещения негнездящихся птиц остаётся слабо изученным.

## Образ жизни
Во внегнездовой период держатся стаями. Некоторые виды повреждают посевы. Продолжительность жизни 60—80 лет. Некоторые подвиды занесены в «Международную Красную книгу».

## Питание
Большой и мощный клюв какаду даёт основание предположить, что эти птицы специализируются на добывании корма из крупных орехов и шишек, что отчасти справедливо. Однако у птиц также развит весьма твёрдый и подвижный язык, который в комбинации с клювом позволяет легко перемалывать не только крупные, но и мелкие семена, а также расправляться с плодовой мякотью, цветками и даже цветочным нектаром.

## Размножение
Репродуктивная биология хорошо изучена лишь для австралийских какаду, сведения об островных эндемиках в основном получены на основании наблюдений в условиях содержания в неволе. Известно, что все члены семейства создают моногамные связи, которые зачастую сохраняются в течение жизни, и из года в год возвращаются на тот же гнездовой участок. Автор книги о какаду Эдвард Мулавка (Edward John Mulawka) пишет о том, что смерть одной из птиц пары может привести вторую к «депрессии». Молодые птицы, как минимум, первый год своей жизни живут вместе со своими родителями. Семейные группы большинства видов склонны к объединению, в результате которого образуются стаи, состоящие из 30—50 и более птиц; в этих стаях и происходит знакомство одиноких особей со своими будущими партнёрами. Какаду позже других птиц приступают к размножению: в возрасте 3—7 лет, а самцы иногда и позже.
У большинства видов брачные ритуалы сведены к минимуму; в отличие от попугаев, самцы какаду не кормят своих самок, зато с готовностью разделяют с ними бремя насиживания и выкармливания потомства. Исключение составляют чёрный и траурные какаду, самцы которых приносят корм самкам во время ухаживания и сидения на гнезде, при этом сами в этом участия не принимают. О брачном поведении остальных птиц можно судить на примере розового какаду, самец которого перед спариванием подсаживается к самке, выпячивает грудь и несколько раз касается шеи потенциальной партнёрши, при этом обе птицы усиленно покачивают головой.
Гнёзда устраивают в дуплах, которые, в отличие от дятлов, неспособны выдолбить самостоятельно. Дефицит старых или больных деревьев, в том числе по причине культурного изменения ландшафта, приводит к увеличению внутривидовой и межвидовой конкуренции, что в конечном счёте негативно сказывается на численности популяции. Как правило, какаду выбирают полости с диаметром летка чуть больше своего собственного размера, и птицы разной величины легко уживаются друг с другом в пределах одного участка. Предпочтение отдаётся дуплам на высоте 7—8 м над уровнем земли, в непосредственной близости от источников пищи и воды. В качестве выстилки используется древесная труха, тонкие веточки и листва.
Количество яиц в кладке варьирует от одного у чёрного, буроголового траурного какаду и какаду Бэнкса, до 3—7 у кореллы, для большинства видов характерны 2 или 3 яйца. На размер кладки помимо прочего влияет доступность и изобилие кормов. Окраска яиц изначально белая, но со временем покрывается налётом и становится грязновато-серой; размеры варьируют от 26×19 мм у кореллы до 55×37 мм у чёрного какаду и траурного какаду Бэнкса. Продолжительность насиживания от 20 дней у кореллы до 33 дней у чёрного какаду. Вылупившиеся птенцы всех, кроме одного, видов, покрыты пухом желтоватого цвета, и лишь у чёрного какаду они появляются на свет голыми.
Сведения о развитии перьевого покрова различных видов в основном получены при наблюдении в вольерах. Раньше других — в возрасте 5 недель — начинают летать кореллы. Аналогичная способность чёрного какаду развивается значительно позже, не ранее 11 недель после появления на свет. До становления на крыло птенцы проводят время внутри дупла, при этом на 80—90 % достигая размеров своих родителей. В засушливые и неурожайные годы развитие может быть задержаться, часть птенцов погибает от голода и неподходящих погодных условий.

## Содержание
Пожалуй, самые интересные и забавные попугаи для комнатного или вольерного содержания. Очень привязываются к человеку, который заботится о них и уделяет им много внимания. Хотя они не обладают большими способностями к разговору, их можно научить произносить несколько десятков слов и даже небольшие фразы, издавать самые разнообразные звуки. Так как какаду обладают очень высокими интеллектуальными способностями, они легко обучаются различным командам и трюкам. Очень способны к открыванию замков и затворов, манипулированию разными предметами. Могут делать различные, довольно забавные движения, проявляют незаурядный артистизм в цирках. Своё недовольство выражают неприятными криками, могут быть очень капризными и злопамятными.

## Классификация
С 2012 года семейство разделяют на следующие подсемейства и трибы:
- Подсемейство Кореллы (Nymphicinae)
  - Род Кореллы (Nymphicus)
- Подсемейство Чёрные какаду (Calyptorhynchinae)
  - Род Траурные какаду (Calyptorhynchus)
  - Род Zanda
- Подсемейство Настоящие какаду[49] (Cacatuinae)
  - Триба Microglossini
    - Род Пальмовые какаду (Probosciger)

  - Триба Cacatuini
    - Род Какаду (Cacatua)
    - Род Шлемоносные какаду (Callocephalon)
    - Род Розовые какаду (Eolophus)

### Виды
Международный союз орнитологов относит к семейству 7 родов и 22 вида.
| Русскоязычное и научное название                      | Изображение                        | Описание | Распространение |
| Подсемейство Microglossinae                           | Подсемейство Microglossinae        | Подсемейство Microglossinae | Подсемейство Microglossinae                                                                                            |
| Род Пальмовые какаду (Probosciger)                    | Род Пальмовые какаду (Probosciger) | Род Пальмовые какаду (Probosciger) | Род Пальмовые какаду (Probosciger)                                                                                     |
| ----------------------------------------------------- | ---------------------------------- | --- | --- |
| Чёрный какаду (Probosciger aterrimus)                 |                                    | Длина 49—68 см. Оперение чёрное с синеватым блеском. На щеках участки неоперённой кожи красного или малинового (у молодых тёмно-серого) цвета. | Кейп-Йорк (северная Австралия), Новая Гвинея. Биотопы: дождевые, муссонные леса, лесные опушки, реже заросшие саванны. |
| Род Траурные какаду (Calyptorhynchus)                 |                                    | | |
| Траурный какаду Бэнкса (Calyptorhynchus banksii)      |                                    | Длина 55—60 см. | |
| Буроголовый траурный какаду (Calyptorhynchus lathami) |                                    | Длина 46—50 см. | |
| Род Zanda                                             |                                    | | |
| Траурный какаду (Zanda funerea)                       |                                    | Длина 55—65 см. | |
| Белохвостый траурный какаду (Zanda latirostris)       |                                    | Длина 54—56 см. | |
| Белоухий траурный какаду (Zanda baudinii)             |                                    | Длина 52—57 см. | |
| Подсемейство Cacatuinae                               |                                    | | |
| Род Callocephalon                                     |                                    | | |
| Шлемоносный какаду (Callocephalon fimbriatum)         |                                    | Длина 32—37 см. | |
| Род Eolophus                                          |                                    | | |
| Розовый какаду (Eolophus roseicapilla)                |                                    | Длина 35—36 см. Спина, крылья, хвост пепельно-серые. Бока головы, затылок, шея, грудь и брюхо интенсивное-розовые. Хохолок розовато-белый. Кожистые кольца вокруг глаз голубоватые либо розовые. | |
| Род Какаду (Cacatua)                                  |                                    | | |
| Какаду-инка (Cacatua leadbeateri)                     |                                    | Длина около 39 см. | |
| Филиппинский какаду (Cacatua haematuropygia)          |                                    | Длина около 30 см. | |
| Какаду Гоффина (Cacatua goffiniana)                   |                                    | Длина 30—32 см. Белое оперение, светло-розовые пятна на уздечке, внутренняя сторона маховых и рулевых перьев бледно-жёлтого цвета. Неоперённая зона вокруг глаз голубого или светло-серого цвета. Хохолок короткий, в отличие от других видов не заходит назад дальше темени.                                                      | |
| Соломонский какаду (Cacatua ducorpsii)                |                                    | Длина около 30 см. | |
| Тонкоклювый какаду (Cacatua pastinator)               |                                    | Длина 40—45 см. Оперение преимущественно белое. Уздечка и основания перьев головы и затылка — малиново-розовые. Испод крыла бледно-жёлтый. Окологлазничное кожистое пятно голубого цвета. От гологлазого какаду отличается большими размерами, более длинным и тонким клювом (надклювье длиннее подклювья)                         | |
| Гологлазый какаду (Cacatua sanguinea)                 |                                    | Длина 35—40 см. Имеет внешнее сходство с тонкоклювым какаду: белое оперение, розовая уздечка, желтоватый испод крыла. Отличительные признаки: меньшие размеры, надклювье и подклювье имеют одинаковую длину, отсутствие розового пятна на груди. Окологлазничное кожистое пятно голубовато-серого цвета, больше развито под глазом | |
| Носатый какаду (Cacatua tenuirostris)                 |                                    | Длина 37—40 см. Большая часть оперения белая. Лоб и уздечка оранжево-алые. На груди узкая поперечная полоса алого цвета. Вершины перьев на исподе крыла и подхвостье с лимонно-жёлтым оттенком. Окологлазничное кожистое пятно голубого цвета.                                                                                     | |
| Большой белохохлый какаду (Cacatua alba)              |                                    | Длина около 50 см. | |
| Очковый какаду (Cacatua ophthalmica)                  |                                    | Длина 45—55 см. | |
| Молуккский какаду (Cacatua moluccensis)               |                                    | Длина около 50 см. Оперение белое с бледно-розовым, «лососевым» оттенком. На хохолке развиты перья оранжевого цвета. | |
| Малый желтохохлый какаду (Cacatua sulphurea)          |                                    | Длина около 35 см. Оперение белое с лимонно-жёлтым оттенком на хохолке, кроющих ушей, на подхвостье и исподе крыла. | |
| Cacatua citrinocristata                               |                                    | | |
| Большой желтохохлый какаду (Cacatua galerita)         |                                    | Длина 45—55 см. | |
| Подсемейство Nymphicinae                              |                                    | | |
| Род Nymphicus                                         |                                    | | |
| Корелла (Nymphicus hollandicus)                       |                                    | Длина 29—32 см. | |

## Комментарии
1. ↑  Оригинальное название сборника: «Nouveau dictionnaire d’histoire naturelle: appliquée aux arts, à l’agriculture, à l'économie rurale et domestique, à la médecine, etc»
2. ↑  «Les noms kakatoès, cacatou, cacacoua, sont dérivés du cri des espèces à plumage blanc»
3. ↑  Майр, Кист[англ.] и Сервенти[англ.] указали на две причины, по которым авторство Бриссона было отклонено: учёный использовал название рода Cacatua в общем, не таксономическом смысле (пренебрегая правилами биноминальной номенклатуры), и не включил его в аннотированный список таксонов
4. ↑  Майр et al. указывают, что в период с 1760 по 1817 годы осуществлялись попытки описания какаду под ещё четырьмя названиями: Kakatoe, Cacatoes, Cacatus и Plyctolophus, однако все они были признаны недействительными. Последнее название было предложено самим Вьейо, но в конечном счёте он отдал предпочтение варианту Бриссона
5. ↑  Среди особенностей кореллы: малые размеры, почёсывание головы в обратном направлении, строение слухового прохода, последовательность смены маховых перьев во время линьки, строение эпифиза, развитие пятен на крыльях самок и молодых птиц
6. ↑  Названия подродов отчасти дублируют названия вышестоящих родов: следует различать род Cacatua и подрод Cacatua, род Calyptorhynchus и подрод Calyptorhynchus
7. ↑  Ян Роули[англ.] пишет о 78—81 днях, при этом подчёркивает, что эти цифры получились из трёх наблюдений в вольере